# 아마톨

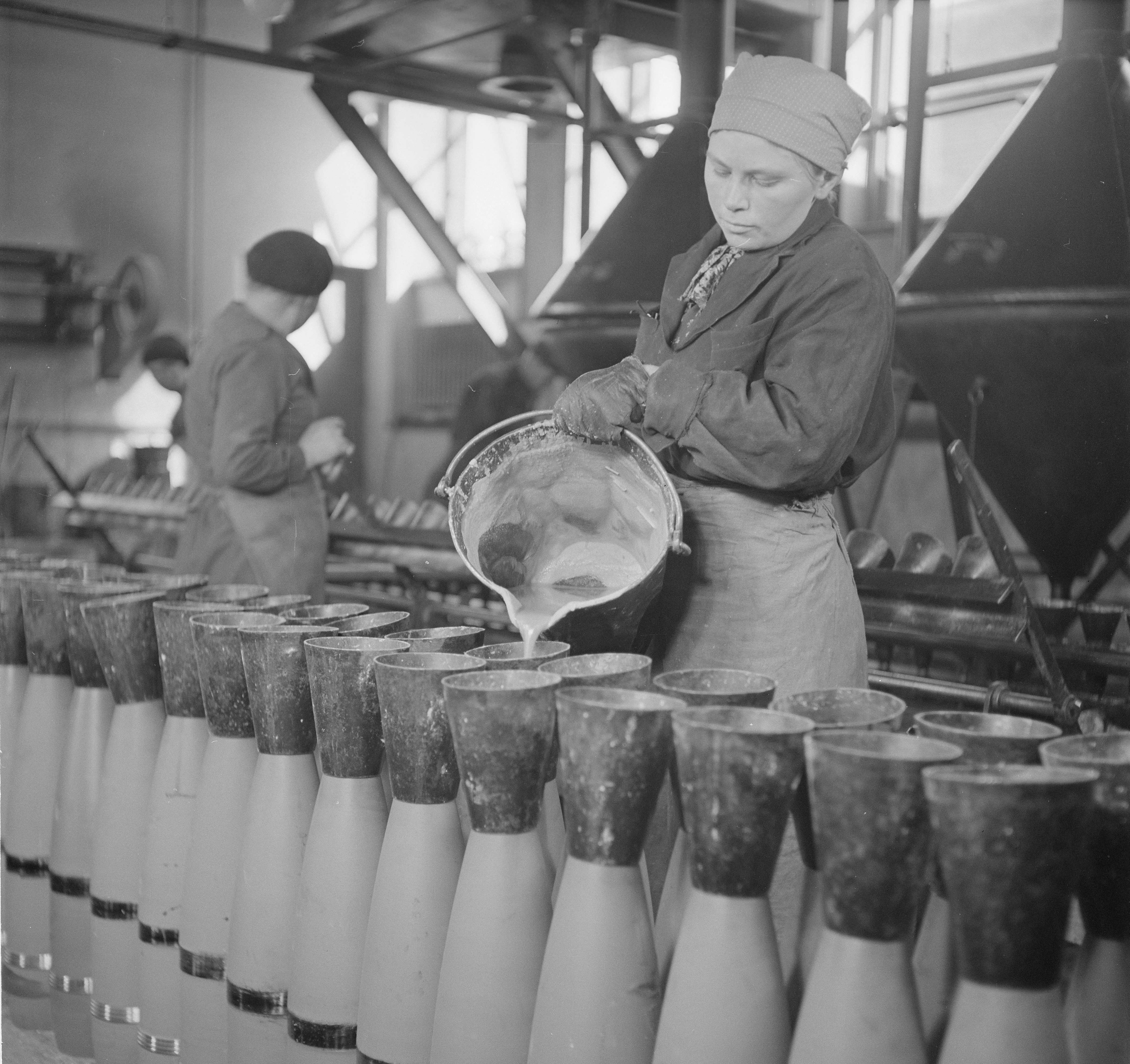

아마톨(Amatol)은 트라이나이트로톨루엔(TNT)과 질산 암모늄의 혼합물로 만든 고강도 폭발물이다. '아마톨'이라는 이름은 암모늄 이온과 톨루엔 용어에서 기원한다. 아마톨은 제1차 세계 대전과 제2차 세계 대전 중에 군사무기의 폭발물로서 널리 사용되었다. (예: 폭탄, 포탄, 폭뢰, 기뢰)
영국의 로열 아스널 연구소의 팀이 암모늄 이온과 TNT의 혼합물을 만들었으며 짧게 "아마톨"로 불렀다.

## 같이 보기
- TNT 환산